# Carlisle (Arkansas)
Carlisle la quinta ciudad más poblada del Condado de Lonoke, Arkansas, Estados Unidos. Para el censo de 2000 la población era de 2.304 habitantes. Carlisle y su historia ha estado atadas a su rol como un centro agrícola y su estatus como un puesto de carga para la antigua línea del Chicago, Rock Island and Pacific Railroad. La ciudad es el extremo este del área metropolitana de Little Rock–North Little Rock–Conway.

## Geografía
Carlisle se localiza a 34°47′10″N 91°44′41″O / 34.78611, -91.74472. Según la Oficina del Censo de los Estados Unidos, la ciudad tiene un área de 12,7 km², de los cuales 12,6 km² corresponde a tierra y 0,1 km² a agua (0,41%).

## Demografía
Para el censo de 2000, había 2.304 personas, 955 hogares y 645 familias en la ciudad. La densidad de población era 181,4 hab/km². Había 1.029 viviendas para una densidad promedio de 81,4 por kilómetro cuadrado. De la población 86,28% eran blancos, 12,46% afroamericanos, 0,52% amerindios, 0,22% asiáticos y 0,52% de dos o más razas. 0,56% de la población eran hispanos o latinos de cualquier raza.
Se contaron 955 hogares, de los cuales 27,5% tenían niños menores de 18 años, 52,9% eran parejas casadas viviendo juntos, 11,3% tenían una mujer como cabeza del hogar sin marido presente y 32,4% eran hogares no familiares. 29,9% de los hogares eran un solo miembro y 15,9% tenían alguien mayor de 65 años viviendo solo. La cantidad de miembros promedio por hogar era de 2,32 y el tamaño promedio de familia era de 2,87.
En la ciudad la población está distribuida en 22,9% menores de 18 años, 7,5% entre 18 y 24, 24,5% entre 25 y 44, 24,8% entre 45 y 64 y 20,3% tenían 65 o más años. La edad media fue 41 años. Por cada 100 mujeres había 88,9 varones. Por cada 100 mujeres mayores de 18 años había 80,8 varones.
El ingreso medio para un hogar en la ciudad fue de $30.086 y el ingreso medio para una familia $39.853. Los hombres tuvieron un ingreso promedio de $30.292 contra $20.563 de las mujeres. El ingreso per cápita de la ciudad fue de $15.725. Cerca de 10,5% de las familias y 15,5% de la población estaban por debajo de la línea de pobreza, 16,3% de los cuales eran menores de 18 años y 26,7% mayores de 65.